# Alamgir II.

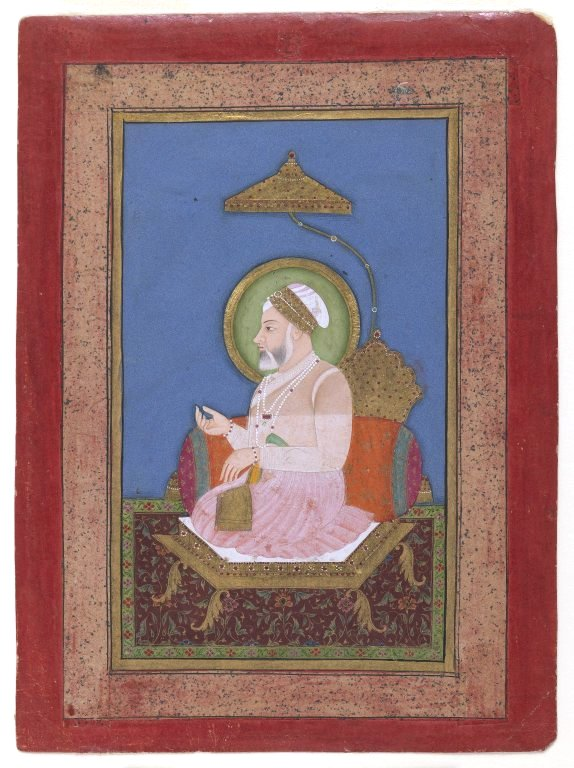
Alamgir II.

Alamgir II. (eigentlich Aziz ad-Din Abul-Adl Muhammad Alamgir; * 16. Juni 1699 in Multan; † 29. November 1759 nahe Delhi) war von 1754 bis zu seinem Tode Kaiser des nordindischen Mogulreiches. Sein Vater war Jahandar Shah (reg. 1712–1713).

## Leben
Aziz ad-Din gelangte am 2. Juni 1754 mit Unterstützung von Ghaziuddin Imad ul-Mulk, des Enkels des Nizams von Hyderabad, auf den Thron und nahm – in Anspielung auf Aurangzeb Alamgir, dessen Strenggläubigkeit er sich zum Vorbild nahm – den Namen Alamgir II. an. Imad ul-Mulk hatte seinen Vorgänger Ahmad Schah mit marathischer Hilfe gestürzt und sich selbst zum Ersten Minister (wazir-i mamalik) ernannt. Tatsächlich hielt er die Regierungsgeschäfte in den Händen, während Alamgir II. als Marionettenherrscher seinen Palast nicht verlassen durfte. Im Jahr 1757 rückte der Afghane Ahmad Schah Durrani in Delhi ein. Imad ul-Mulk floh, doch Alamgir II. behielt sein Amt. Dem Streit zwischen Durranis Premierminister und Imad ul-Mulk, der sich mit den Marathen verbündet hatte, um nach Delhi zurückkehren zu können, stand er machtlos gegenüber. Am 29. November 1759 fiel er einem von Imad ul-Mulk initiierten Mordanschlag zum Opfer.

## Nachfolge
Nachfolger Alamgirs wurde zunächst Shah Jahan III., ein Urenkel Aurangzebs, der bereits nach wenigen Monaten wieder abgesetzt wurde, und schließlich Alamgirs ältester Sohn Shah Alam II.